# London Plan

Die Lage Londons in England

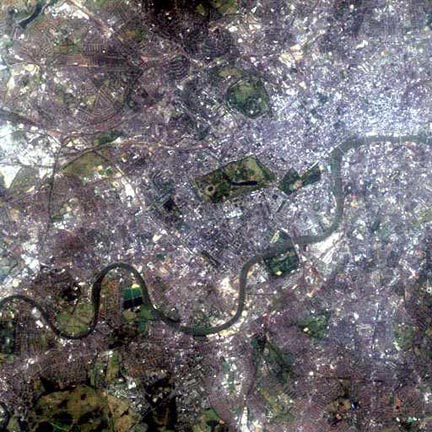
Die Freiflächen dürfen nicht überbaut werden

Der London Plan ist eine Planungsunterlage, die vom Mayor of London erstellt und durch die Greater London Authority veröffentlicht wurde. Der Plan wurde in seiner endgültigen Form erstmals am 10. Februar 2004 veröffentlicht und seitdem noch geändert. Die aktuelle Version wurde im Februar 2008 veröffentlicht. Die neuesten Änderungsvorschläge wurden im April 2009 vorgestellt, die Beratungen darüber begannen im Oktober 2009 und 2011 wurde der neue Plan veröffentlicht.

## Auftrag
Der Plan ersetzt die vorherigen Leitlinien für die strategische Planung Londons, die vom Secretary of State erstellt wurden und auch als RPG 3 bekannt sind. Der Greater London Authority Act von 1999 verlangt, dass ein solcher Plan erstellt wird und dass dieser sich ausschließlich mit Angelegenheiten beschäftigt, die von strategischer Bedeutung für den Großraum London sind. Das Gesetz verlangt auch, dass der London Plan die Gesundheit der Londoner und die Chancengleichheit berücksichtigt. Außerdem soll er einen Beitrag zur nachhaltigen Entwicklung im Vereinigten Königreich leisten.

## Ziele
Der Plan ist eine Entwicklungsstrategie für den Bereich Greater London und hat sechs Ziele:
1. Das Wachstum Londons soll innerhalb der bestehenden Grenzen gefördert werden ohne neue Freiflächen zu überbauen
2. London soll für seine Bürger eine bessere Stadt werden
3. London soll eine wohlhabendere Stadt mit einem starken und vielfältigen Wirtschaftswachstum werden
4. Förderung der sozialen Eingliederung und Bekämpfung von Armut und Diskriminierung
5. Verbesserung der Verkehrssituation
6. London soll zu einer attraktiveren, gut durchdachten und grünen Stadt werden

## Strategien
| Kapitel | Titel                                | Zusammenfassung                                                                                     |
| ------- | ------------------------------------ | --------------------------------------------------------------------------------------------------- |
| 1       | Einstufung Londons                   | Analyse der Stärken Londons in der Vergangenheit und des globalen Standes von London in der Zukunft |
| 2       | Die umfassende Entwicklungsstrategie | Strategische Politik der nachhaltigen Entwicklung                                                   |
| 3       | Themenbereiche                       | Bevölkerungswachstum, Wirtschaftswachstum, Verkehr, Entwicklung                                     |
| 4       | Bereichsübergreifende Politikfelder  | Umwelt, Lebensqualität, Erbe, Blue Ribbon Network                                                   |
| 5       | Teilregionen                         | Entwicklung eines Rahmenplanes zur Entwicklung der Teilregionen                                     |
| 6       | Erfüllung der Vision                 | Förderung, Planerfüllungsindikatoren, Überwachung                                                   |

## Zielgebiete
Der Plan legte Dutzende von Zielgebieten fest, auf die sich die Bemühungen konzentrieren sollten, um dort die soziale Benachteiligung zu reduzieren und eine nachhaltige Entwicklung zu schaffen. In diesen Zielgebieten sollte die Schaffung von 5.000 Arbeitsplätzen oder 2.500 Wohnungen, oder eine Kombination von beiden, möglich sein. Die Zielgebiete befinden sich überwiegend in Stadtzentren, entgegen der suburbanen Entwicklungen in den Bezirken.

## Teilregionen
Zur Umsetzung des Planes wurde London in fünf Teilregionen aufgeteilt. Die derzeitigen Regionen wurden im Februar 2008 als Teil der „Weiteren Änderungen des London Plan“ festgelegt. Diese Teilregionen, die jeweils einen eigenen Entwicklungsplan besitzen, sind:
| Teilregion | London Boroughs                                                                                | Bevölkerung   | Arbeitsplätze | Karte |  |
| ---------- | ---------------------------------------------------------------------------------------------- | ------------- | ------------- | ----- |  |
| North East | Barking & Dagenham, City of London, Havering, Newham, Redbridge, Tower Hamlets, Waltham Forest | 1,4 Millionen | 900.000       | NE    |  |
| North      | Barnet, Camden, Enfield, Hackney, Haringey, Islington, Westminster                             | 1,7 Millionen | 1,5 Millionen | N     |  |
| South East | Bexley, Bromley, Greenwich, Lewisham, Southwark                                                | 1,3 Millionen | 500.000       | SE    |  |
| South West | Croydon, Kingston, Lambeth, Merton, Richmond, Sutton, Wandsworth                               | 1,6 Millionen | 730.000       | SW    |  |
| West       | Brent, Ealing, Hammersmith & Fulham, Harrow, Hillingdon, Hounslow, Kensington & Chelsea        | 1,6 Millionen | 900.000       | W     |  |

Von 2004 bis 2008 entsprachen die Teilregionen denen des Learning and Skills Council von 1999: In diesem Schema gab eine extra Teilregion Central London. Der Londoner Teil des Thames Gateway befand sich komplett in der Teilregion East London. Die von 2004 bis 2008 gültigen Teilregionen waren:
| Teilregion | London Boroughs | Bevölkerung(2001) |  |
| ---------- | --- | ----------------- |  |
| Central    | Camden, Kensington & Chelsea, Islington, Lambeth, Southwark, Wandsworth, Westminster                                 | 1.525.000         |  |
| East       | Barking & Dagenham, Bexley, City of London, Greenwich, Lewisham, Hackney, Havering, Newham, Redbridge, Tower Hamlets | 1.991.000         |  |
| North      | Barnet, Enfield, Haringey, Waltham Forest                                                                            | 1.042.000         |  |
| South      | Bromley, Croydon, Kingston, Merton, Richmond, Sutton                                                                 | 1.329.000         |  |
| West       | Brent, Ealing, Hammersmith & Fulham, Harrow, Hillingdon, Hounslow                                                    | 1.421.000         |  |

Separat wurde eine Central Activities Zone festgelegt, die die Bereiche mit einer sehr hohen Konzentration von  hauptstädtischen Aktivitäten umfassen.

## Activity-Centres
Die Activity-Centres sind in zwei internationale Zentren, West End und Knightsbridge, elf Metropol-Zentren wie Bromley, Croydon, Sutton und Romford, 35 Hauptzentren wie Brixton, East Ham, Bexleyheath und Woolwich sowie 156 Bezirkszentren wie Hornchurch, Penge, Stoke Newington und Welling unterteilt. Über 1.200 Stadtviertel und lokale Zentren sind im Plan aufgeführt.
| Bromley |

| Croydon |

| Ealing |

| Harrow |

| Hounslow |

| Kingston |

| Ilford |

| Romford |

| Sutton |

| Uxbridge |

| Wood Green |

| West End |

| Knightsbridge |

| Bromley |

| Croydon |

| Ealing |

| Harrow |

| Hounslow |

| Kingston |

| Ilford |

| Romford |

| Sutton |

| Uxbridge |

| Wood Green |

| West End |

| Knightsbridge |

## Änderungen
Im aktuellen London Plan, der im Februar 2008 veröffentlicht wurde, gibt es einige Änderungen. Die ersten Änderungen betragen die Schaffung von Wohnraum, Müll und Mineralien. Weitere Änderungen betrafen die Themen Klimawandel, London als Weltstadt, die Londoner Wirtschaft, Bebauung, Bekämpfung sozialer Ausschließung, Verkehr in London, die Londoner Geographie, Teilregionen und Inter-Regionen, die Londoner Vororte, Lebensqualität (inklusive Sicherheit, Schutz und Freiflächen)  und die Olympischen Spiele 2012 sowie die Paralympics 2012. Durch den „Greater London Authority Act 2007“ erhielt der Bürgermeister weitere rechtliche Befugnisse. Nach dem Wechsel des Bürgermeisters wurde im Juli 2008 ein neues Produkt eingeleitet.
| Datum          | Dokument                                                                                 |
| -------------- | ---------------------------------------------------------------------------------------- |
| Februar 2004   | The London Plan                                                                          |
| Oktober 2005   | Entwurf für Änderungen am London Plan: Versorgung mit Wohnraum, Müll und Mineralien      |
| Dezember 2005  | Überprüfung des London Plans: Absichtserklärung des Bürgermeisters                       |
| September 2006 | Entwurf weiterer Änderungen des London Plan                                              |
| Dezember 2006  | Frühe Veränderungen des Londoner Plan zur Versorgung mit Wohnraum, Abfall und Mineralien |
| Februar 2008   | The London Plan: Zusammenfassung mit Änderungen seit 2004                                |
| Juli 2008      | Pläne für ein besseres London                                                            |
| April 2009     | Ein neuer Plan für London: Vorschläge für den London Plan des Bürgermeisters             |
| Oktober 2009   | Beratungsvorlage Ersatzplan                                                              |